# Барневиц, Фридрих
Фридрих Пауль Карл Барневиц (нем. Friedrich Paul Karl Barnewitz; 28 марта 1889, Тарногурский повят, Силезия — 7 февраля 1948, Берлин) — немецкий архивист и краевед; с 1906 по 1910 год изучал право в Берлине и Лозанне, а в 1911 году он защитил кандидатскую диссертацию в Лейпциге; до 1945 года работал клерком и архивариусом Имперского инспекционного пункта в области химии («Reichsstelle Chemie») в Берлине.

## Биография
Фридрих Барневиц родился 28 марта 1889 года в Нойдеке (Тарногурский повят, Силезия) в семье крупного предпринимателя; с 1895 по 1898 год он проходил частное обучение, после чего — до 1902 года — посещал гимназию Бисмарка в Вильмерсдорфе. С 1903 по 1906 год получал образование в элитной частной школе (Pädagogium) в берлинском районе Ланквиц и в Королевской гимназии в Вайльбурге.
С 1906 по 1910 год Барневиц изучал право в университетах Берлина и Лозанны; в 1911 году он защитил диссертацию и получил степень кандидата наук в Лейпцигском университете. После этого он путешествовал по Скандинавии, Бельгии и Голландии, где проводил исторические, географические и фольклорные исследования. Вторую кандидатскую диссертацию он защитил в 1916 году в университете Гисена и до 1945 года работал клерком и архивариусом Имперского инспекционного пункта в области химии («Reichsstelle Chemie») в Берлине.
С 1919 года Барневиц являлся членом Ассоциации мекленбургской истории; являлся учредителем краеведческого музей в Варнемюнде («Heimatmuseum Warnemünde»), пожертвовав музею часть своей коллекции, и членом правления местной музейной ассоциации. Скончался в Берлине 7 февраля 1948 года, в возрасте 58 лет, и был похоронен на мемориальном кладбище «Kaiser-Wilhelm-Gedächtnis-Friedhof» в районе Вестэнд; могила не сохранилась.

## Работы
- Das Wesen der schwedischnorwegischen Union und ihre Auflösung im Jahre 1905 (1911)
- Beiträge zur Geschichte des Hafenorts Warnemünde (Dissertation, 1916)
- Die Geschichte des Hafenortes Warnemünde (1919)
  - Geschichte des Hafenortes Warnemünde / Friedrich Barnewitz. — 1.(3.) Aufl. — Rostock : Reich, 1992.